# Imagine Peace Tower

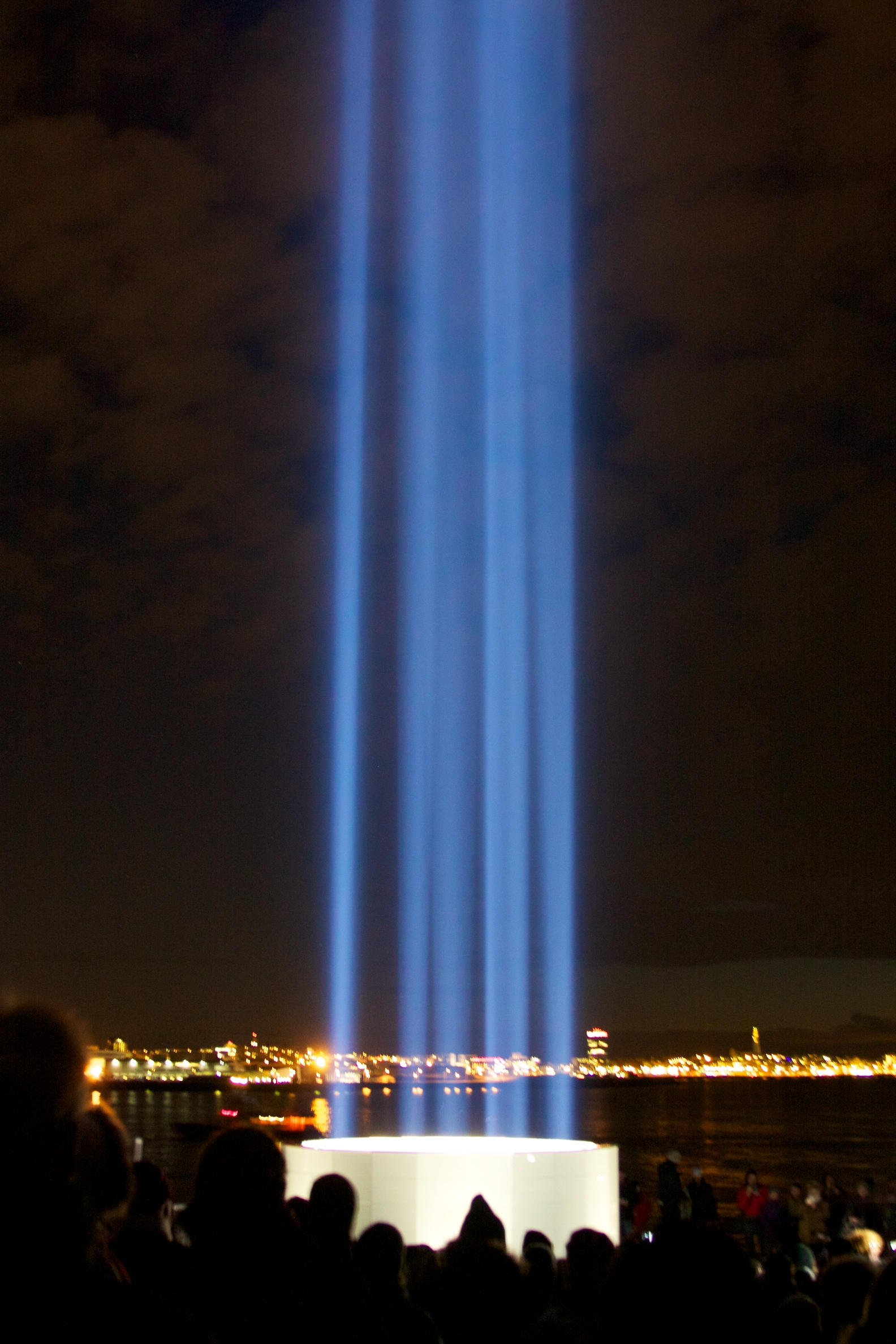
Imagine Peace Tower.

Imagine Peace Tower (isländska: Friðarsúlan, "fredkolonnen"), är ett minnesmärke tillägnat artisten och musikern John Lennon och utformat av hans änka Yoko Ono.
Det är beläget på ön Viðey i bukten Kollafjörður, nära Reykjavik, Island. Byggandet av minnesmärket påbörjades den 9 oktober 2006 och var färdigbyggt 2007.

Det är namngivet efter sången Imagine, och på dess bas står frasen "Föreställ dig fred" på 24 olika språk.

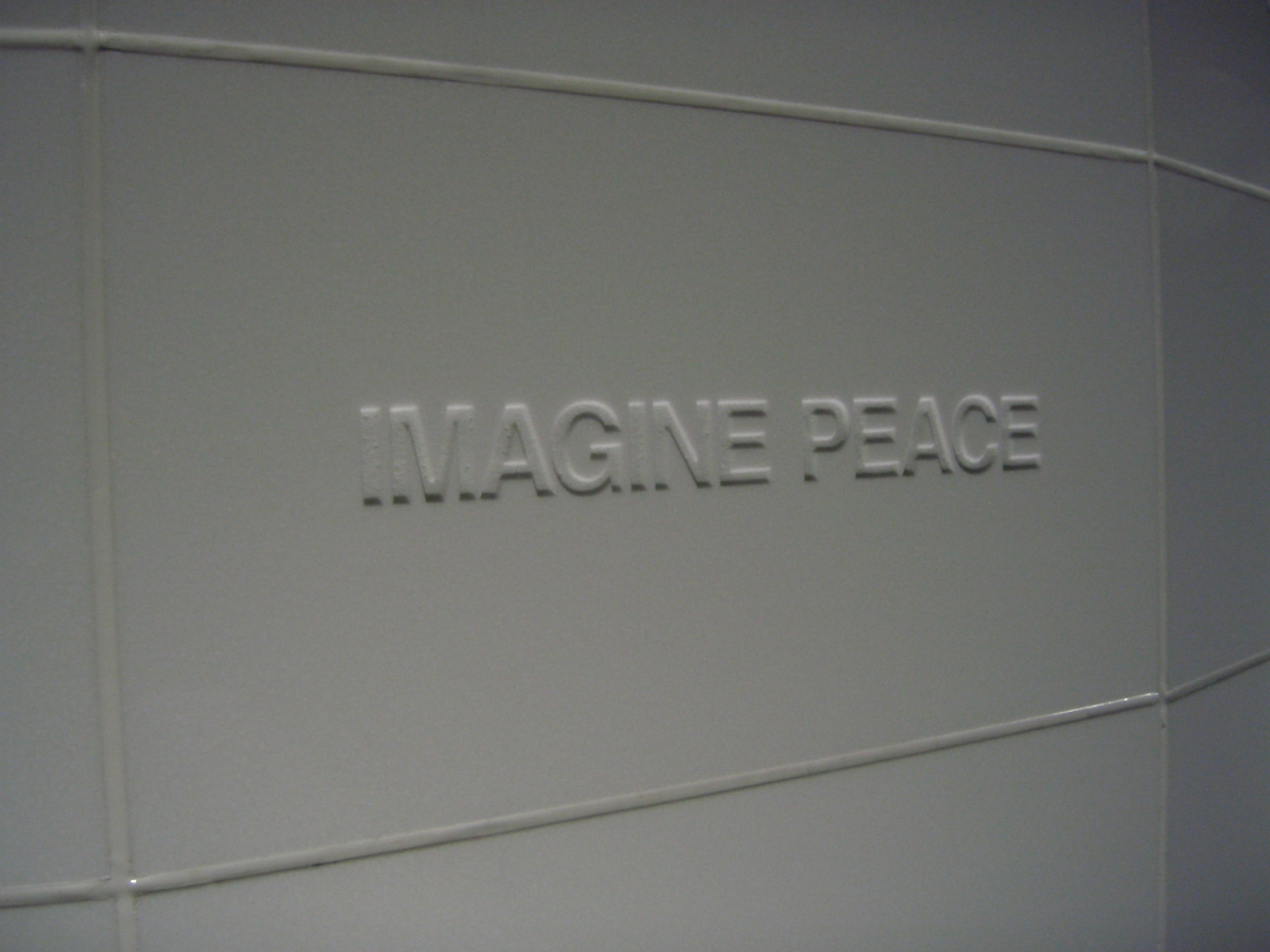
Fredsmeddelande